# Heinrich Eberts (Förster)
Heinrich Eberts (* 14. Mai 1883 in Födersdorf, Ostpreußen; † 22. April 1979 in Göttingen) war ein deutscher Forst- und Ministerialbeamter. Zugleich Lehrer an den Forstakademien in Eberswalde und Hannoversch Münden, hatte er in der Forstpolitik des Dritten Reiches den größten Einfluss.

## Leben
Als Sohn des Försters Carl Eberts und Enkel eines Försters besuchte Eberts das Collegium Fridericianum in Königsberg i. Pr. Nach dem Abitur (1901) durchlief er zunächst eine praktische Ausbildung auf dem Forstamt seines Vaters in Födersdorf. Anschließend studierte er an der Albertus-Universität Königsberg und der Königlich Preußischen Forstakademie Hannoversch Münden. Er legte 1905 die forstliche Referendarprüfung und 1909 die große forstliche Staatsprüfung ab. Danach trat er in die preußische Staatsforstverwaltung. Er war mit Forsteinrichtungen in Preußisch Eylau befasst und war Hilfsarbeiter bei der Regierung in Königsberg.
Als Reserveoffizier im Pommerschen Jäger-Bataillon „Fürst Bismarck“ Nr. 2 nahm er am ganzen Ersten Weltkrieg teil, wurde mehrfach verwundet und mit beiden Klassen des Eisernen Kreuzes sowie dem Ritterkreuz des Königlichen Hausordens von Hohenzollern mit Schwertern ausgezeichnet.
Am 1. November 1919 übernahm er die Oberförsterei in Ullersdorf, Kreis Bunzlau. Seit 1928 Regierungs- und Forstrat, wurde er erst in Erfurt, dann in Kassel Inspektionsbeamter. In Hannoversch Münden hielt er einen Lehrauftrag für Forstpolitik, dann für Staats- und Finanzwissenschaft an der Höheren Forstlehranstalt in Eberswalde. Er wurde 1930 Oberregierungsrat und Oberforstrat. 1931 initiierte er die Einrichtung eines Lehrstuhls für Forstpolitik und Forstliche Betriebswirtschaftslehre. Im Frühjahr 1932 wurde er o. Professor für Forstwissenschaft und Lehrstuhlinhaber für Forstpolitik und Forstverwaltung an der Forstlichen Hochschule Hannoversch Münden. Zum 1. Mai 1933 trat er der NSDAP bei (Mitgliedsnummer 3.118.961) und wurde zum Obmann des NS-Lehrerbundes an der Forstlichen Hochschule Hannoversch Münden ernannt.
Im Oktober 1933 kam er als Landforstmeister an das Preußische Ministerium für Landwirtschaft, Domänen und Forsten, dann zur Preußischen Landesforstverwaltung und zum Reichsministerium für Ernährung und Landwirtschaft. Die Forstakademie Eberswalde erteilte ihm 1933 einen Lehrauftrag. Auf ihren Vorschlag wurde er 1934 zum Honorarprofessor ernannt. Im selben Jahr wurde er Oberlandforstmeister. Er wurde 1937 zum Ministerialdirigenten und 1940 zum Ministerialdirektor ernannt. Von 1937 bis 1945 war Eberts Leiter der Fachsparte Forst- und Holzforschung im Reichsforschungsrat. Im Reichsforstamt war er von 1943 bis 1945 Leiter der Zentral- und Personenabteilung und der Abteilung Forstpolitik und Forstwissenschaft. Eine Berufung auf den Lehrstuhl für Forstpolitik an der Universität für Bodenkultur Wien wurde wegen des Krieges ausgesetzt.
In der Nachkriegszeit wohnte er im Forstamt Bramwald, später in Göttingen. Dort wurde er in den 1960er Jahren Vorsitzender des Kuratoriums der Gemeinnützigen Gesellschaft Albertinum e. V. Beigesetzt wurde er auf dem Stadtfriedhof (Göttingen).

## Bedeutung
Die Verdienste von Eberts waren
1. der Entwurf eines Reichsforstgesetzes; alle Waldbesitzer sollten ihren Wald im Interesse des ganzen Volkes so gut wie möglich bewirtschaften. Eigenverantwortung und Selbstverwaltung sollten gefördert werden. Besonders wichtig war die beabsichtigte Ablösung der damals als höchst schädlich empfundenen Forstberechtigungen.
2. die Förderung und Vereinheitlichung der forst- und holzwirtschaftlichen Ausbildung, Genehmigung der neuen Studienrichtung für Holzwirtschaft in Eberswalde, später in Reinbek und Hamburg
3. die Förderung der forst- und holzwirtschaftlichen Forschung. Der Ausbau des Preußischen Holzforschungsinstituts und seine Erhebung zur Reichsanstalt für Holzforschung waren sein Werk. Auch die Schaffung des Reichsinstituts für ausländische und koloniale Forstwirtschaft wäre ohne Eberts nicht möglich gewesen. Die Übersiedlung dieses Instituts von Tharandt nach Reinbek schuf die Voraussetzungen für die spätere Bundesforschungsanstalt für Forst- und Holzwirtschaft.

## Ehrenämter
- Kurator der Gesellschaft für forstliche Arbeitswissenschaft (1936–1945)
- Vorsitzender des Reichsprüfungsausschusses für den höheren Forstdienst (1937–1945)
- Leiter der Fachsparte Forst- und Holzforschung der Deutschen Forschungsgemeinschaft (1938–1945)
- Präsident der Gesellschaft Reichsarboretum (ab 1938)[9]
- Leiter des Ausschusses für Forstpolitik im Deutschen Forstverein

## Ehrungen
- Heinrich-Christian-Burckhardt-Medaille (1954)
- Dr. forest. h. c. der Georg-August-Universität Göttingen (1958)